# 彼特鲁·埃纳凯
彼特鲁·埃纳凯（羅馬尼亞語：Petru Enache；1934年2月4日—1987年8月17日），罗马尼亚共产党中央政治执行委员会委员、中央书记处书记、中央新闻出版和广播电视部部长，罗马尼亚国务委员会副主席。

## 生平
1934年，出生于罗马尼亚尼亚姆茨县的博济耶尼乡博济耶尼村。
1940年，在家乡读小学。
1949年，在罗曼冶金职业技术学校学习。
1950年，入团，在学校负责劳动青年联盟的组织工作。
1952年，任罗马尼亚劳动青年联盟雅西州委员会指导员、少先队和学校部部长、组织部部长。
1954年，在罗共雅西党校学习。
1955年，入党，在雅西州委党校政治经济学系助教。
1956年，任罗马尼亚劳动青年联盟雅西州委员会书记。
1959年，在罗共中央“斯特凡·乔治乌”社会政治经济教育学院学习。
1962年，任罗马尼亚劳动青年联盟雅西州委员会第一书记。
1963年，为罗马尼亚劳动青年联盟中央委员会第一书记。
1965年，任罗马尼亚共产主义青年团中央委员会第一书记。7月，罗共九大，为罗共中央委员会候补委员。
1969年，罗共十大，落选，未进入中央委员会。12月，任罗曼直辖市人民委员会执行委员会第一副主席。
1976年，任罗共尼亚姆茨县委员会组织书记。
1978年，任罗共尼亚姆茨县委员会第一书记兼尼亚姆茨县人民委员会执行委员会主席。
1979年，任罗共雅西县委员会第一书记兼雅西县人民委员会执行委员会主席。 
1979年，罗共十二大，为罗共中央委员、中央政治执行委员会候补委员。
1980年，任罗马尼亚社会主义共和国国务委员会副主席。4月，任农业、林业、食品工业和水利管理全国委员会副主席。
1981年，为罗共中央书记处书记兼罗共中央新闻出版和广播电视部部长。
1982年，任罗共中央政治执行委员会常设局委员。
1984年，罗共十三大，仍为罗共中央政治执行委员会候补委员、中央书记处书记。
1987年，去世。